# Датско-шведская война (1658—1660)
Датско-шведская война 1658—1660 (дат. Anden Karl Gustav-krig, швед. Karl X Gustavs andra danska krig) — военный конфликт между Швецией и Датско-Норвежским королевством. Конфликт явился продолжением недавно завершившейся войны.
Разбив Данию и подписав Роскилльский мир, шведский король Карл X Густав решил присоединить к шведским владениям принадлежащую Речи Посполитой провинцию Королевская Пруссия, однако его позиции в регионе были не очень прочны из-за противодействия Бранденбурга и Австрии. Однако датчане промешкали с выполнением всех условий мирного договора, и шведский король решил использовать этот предлог для того, чтобы уничтожить Данию как суверенное государство и разрушить её столицу Копенгаген. Быстрый разгром Дании был, однако, лишь вступлением на путь к великой цели: ведению войны в Европе без опасения датского вмешательства.
Шведская армия осадила Копенгаген, надеясь голодом принудить его к сдаче. Однако в войну на датской стороне вступила Голландия, и объединённый датско-голландский флот сумел пробиться сквозь шведский флот в Эресунне. Тогда Карл попытался взять город штурмом, надеясь на этом завершить войну, однако и этот план провалился. Тем временем в войну против Швеции вступили Австрия, Бранденбург и Речь Посполитая.
В начале 1660 года Карл X заболел, и в феврале скончался. Со смертью шведского короля основное препятствие на пути к миру было устранено, и союзники подписали со Швецией Оливский мир; однако Дания, видя слабость Швеции и воодушевлённая недавними успехами, решила продолжать боевые действия. Голландцы отказались от продолжения морской блокады, но датчане убедили их возобновить её. Тем временем на стороне Швеции вступили в войну Англия и Франция, и ситуация опять начала склоняться к большой войне. Датский дипломат Ганнибал Сехестед предпринял усилия для улаживания конфликта без прямого вмешательства третьих стран, и в 1660 году Швеция и Датско-Норвежское королевство подписали Копенгагенский мир, по условиям которого Швеции пришлось вернуть Дании Борнхольм, а Норвегии — Трёнделаг. В результате между Норвегией, Швецией и Данией были установлены границы, которые сохраняются и по сей день.

## Предыстория

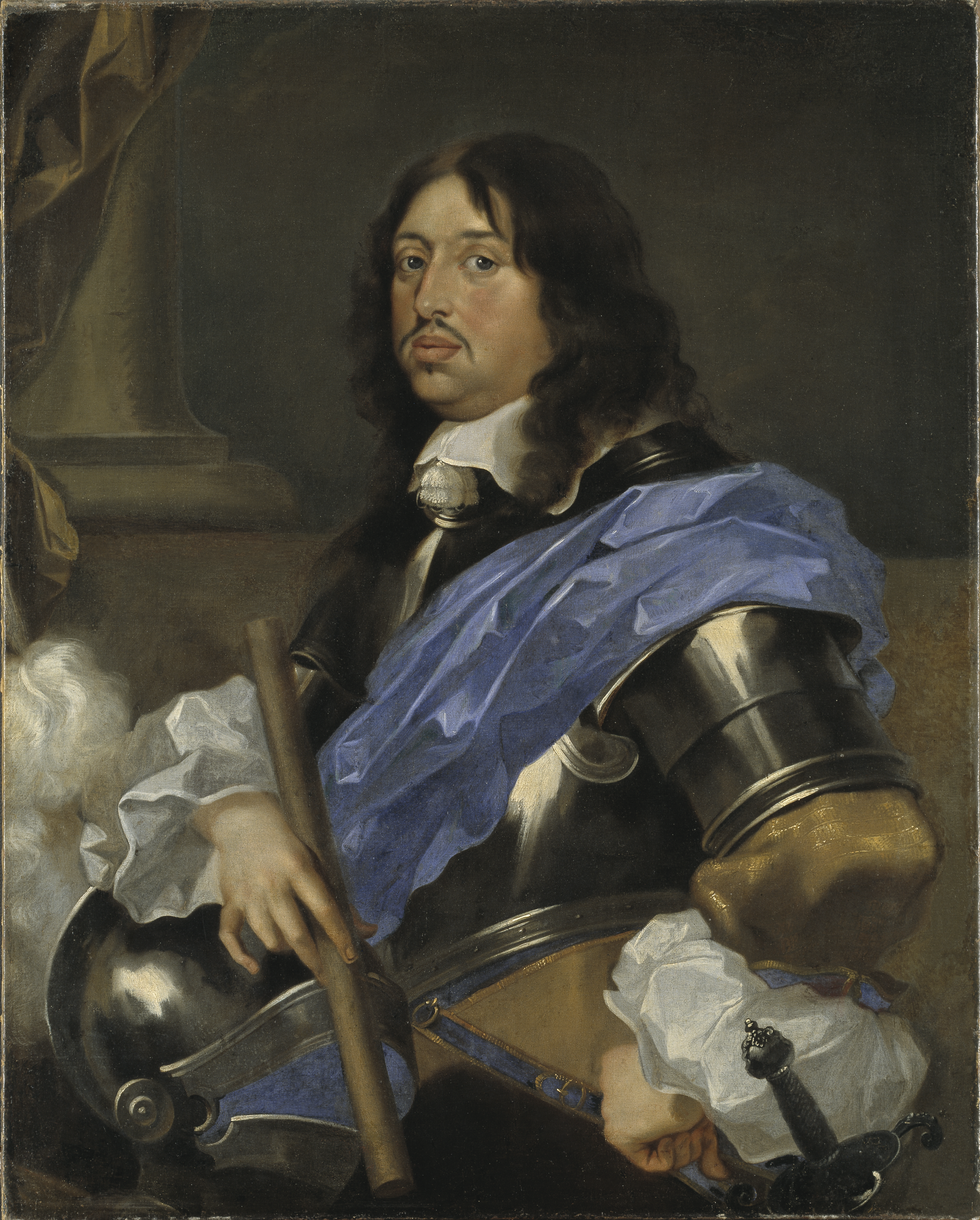
Карл X Густав

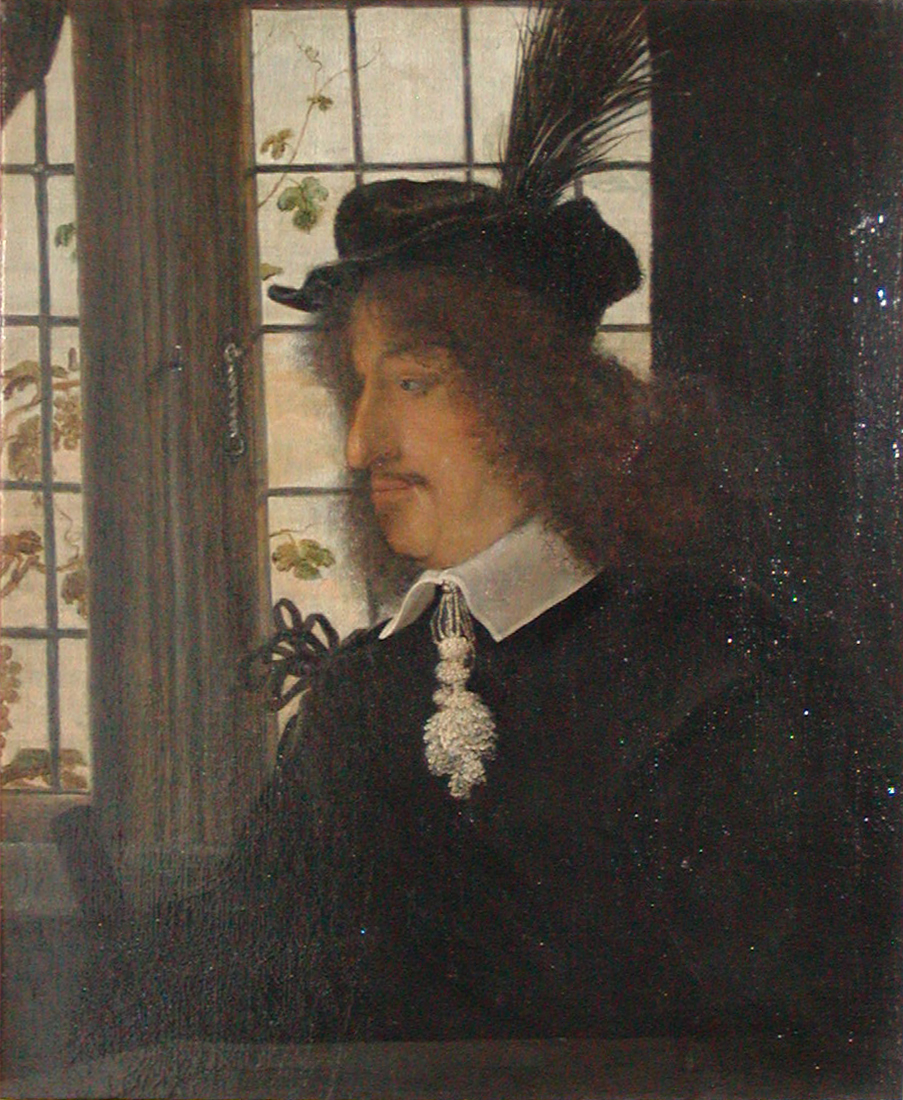
Фредерик III

Переход через Бельты привел к признанию Данией поражения в войне со шведами. Единое Датско-Норвежское королевство было вынуждено согласиться с унизительными условиями мирного договора, заключенного в Роскилле, по которому Дании пришлось уступить шведам Сконе, Халланд и Блекинге на Скандинавском полуострове и остров Борнхольм, а Норвегия потеряла провинции Бохуслен и Трёнделаг. Европа была потрясена быстрой победой шведов, и Карл X Густав с гордостью заявлял о своих успехах . Тем не менее мир создал новые проблемы. По мирному договору Дания была вынуждена содержать шведскую армию до мая 1658 года, но после этого армию следовало либо сокращать, либо передислоцировать. Шведский король стал искать новую цель для вторжения. Планы кампаний в Ливонии и Эстонии были рассмотрены, но отклонены из-за возможных проблем с поставками. Шведский король утверждал, что его главной целью является вторжение в Пруссию, но он также хотел наказать курфюрста Бранденбурга Фридриха Вильгельма I. При этом врагами шведов в Европе считались Польша и Голландия. Новая атака на Пруссию также не находила международную поддержку, Франция уже призвала к заключению мира. Тогда шведский король решил вернуться в Данию и завершить начатое .
Когда датчане начали саботировать выполнение некоторых условий Роскилльского договора, шведский король решил использовать это в качестве предлога для нападения с целью уничтожить Данию как суверенное государство, разрушить её столицу Копенгаген и разделить страну на четыре административных района. Это позволило бы Швеции контролировать Балтийское море и собирать большие таможенные платежи. Тем не менее, даже это амбициозная цель была лишь шагом на пути к конечной цели - получению возможности вести войны в Европе, не опасаясь датского вмешательства .

## Боевые действия
В июне 1658 года было принято решение о вторжении шведских войск в Данию. 6 августа 1658 года шведский флот из 70 кораблей с 5700 солдат и 18 батареями легкой артиллерии на борту отправился к датским берегам. С предыдущей войны Ютландия была все ещё занята шведскими войсками, также шведы были расквартированы в Фюне. В дополнение к этому фельдмаршал Густав Отто Стенбок собрал подкрепление в Сконе. План вторжения подразумевал поход щведов на Копенгаген и его осаду или штурм.

### Осада Копенгагена
11 августа 1658 года Карл X Густав и его войска достигли холма Вальбю (ныне — город Фредериксберг), откуда открывался путь к датской столице. Его действия не были неожиданностью, и датский король Фредерик III уже приказал сжечь все строения за пределами городских стен, хотя в них проживала треть населения города. В тот же день городские ворота были заперты и не открывались в последующие 22 месяца. Шведский флот из 28 кораблей блокировал гавань, предотвратив пополнение запасов по морю. Началась осада.
Шведский король быстро понял, что датчане намерены сражаться до конца, и встал перед нелёгким выбором: следует ли начинать штурм или осадить город и вызвать голод. Его советники не могли прийти к согласию по этому вопросу, и король в конечном счете склонился к осаде. Мудрость этого решения была поставлена под сомнение, так как население Копенгагена сплотилось вокруг Фредерика III, и стены, рвы и другие оборонительные сооружения города были в срочном порядке укреплены. Большое количество пушек были сняты с судов на якоре в гавани и расположены на путях вероятных атак. Город также имел немало ресурсов для обороны: 50 тонн свинца, 4000 мушкетов и 810 км огнепроводного шнура.
Шведские силы состояли из 11 бригад и 16 эскадронов, включавших 4000 пехотинцев, 2000 кавалеристов и 50 пушек. Шведы заняли внешний защитный периметр, построенный в 1625 году Кристианом IV и пришедший со временем в упадок. Линия была спешно восстановлена, и начался артобстрел города. Датчане не бездействовали и предприняли несколько контратак. 23 августа 1658 года почти 3000 студентов, моряков и солдат устроили неожиданную вылазку через скрытый проход в стене, уничтожили часть шведских укреплений и захватили три пушки.
По городу выпускалось по 200 зажигательных снарядов в день, были доставлены к стенам города и сверхтяжёлые гаубицы, в том числе 300-фунтовой «Эрик Ханссон», ранее использованный при осаде Кракова. Но жители Копенгагена не сдавались.

### Капитуляция Кронборга

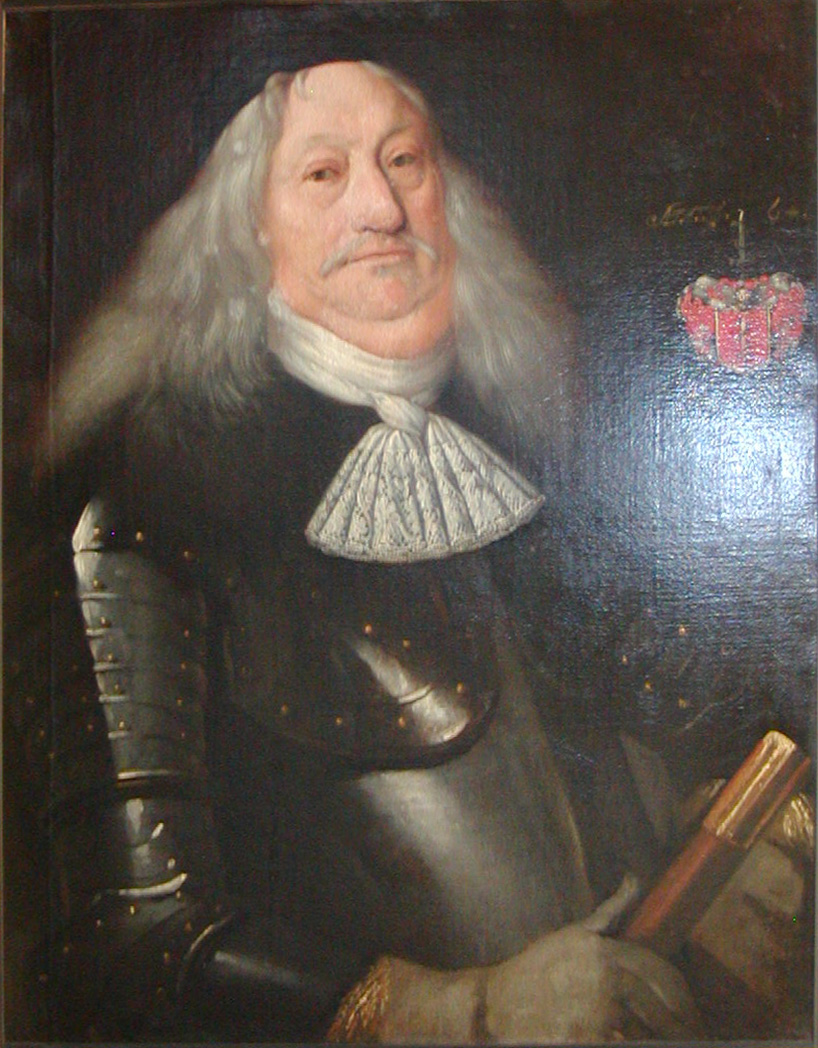
Полковник Пауль Бенфельдт, датский комендант Кронборга.

По договору 1649 года голландцы обязались защищать Данию от неспровоцированной агрессии, и для шведов было важно установить морское превосходство в проливе Эресунн, чтобы сдержать голландцев в случае их вступления в войну. Замок Кронборг находился рядом с узкой частью Эресунна, что придавало ему стратегическую важность. Фредерик III назначил комендаднтом замка Пауля Бенфельдта и приказал ему защищать Кронборг любой ценой. В крайнем случае замок полагалось взорвать, чтобы его не заняли шведы.
16 августа шведы прибыли в Хельсингёр, укрылись в городе и начали бомбардировать замок. Датчане ответили огнём по городу. Им удалось уничтожить дюжину домов, но огонь не распространился настолько, чтобы вызвать пожар. Шведам все же удалось продвинуться к замку и занять внешнюю линию его обороны. Настроение защитников резко ухудшилось, и Бенфельдт дрогнул. Шведский командир Карл-Густав Врангель прибег к уловке и распространил слух, что Копенгаген пал, и шведские солдаты начали праздновать. Обескураженные и деморализованные датчане капитулировали. Потеря Кронборга стала ударом для датчан: 77 захваченных пушек были перемещены к Копенгагену для бомбардировок, а голландцы теперь не торопились вмешиваться в конфликт.

### Битва в Эресунне

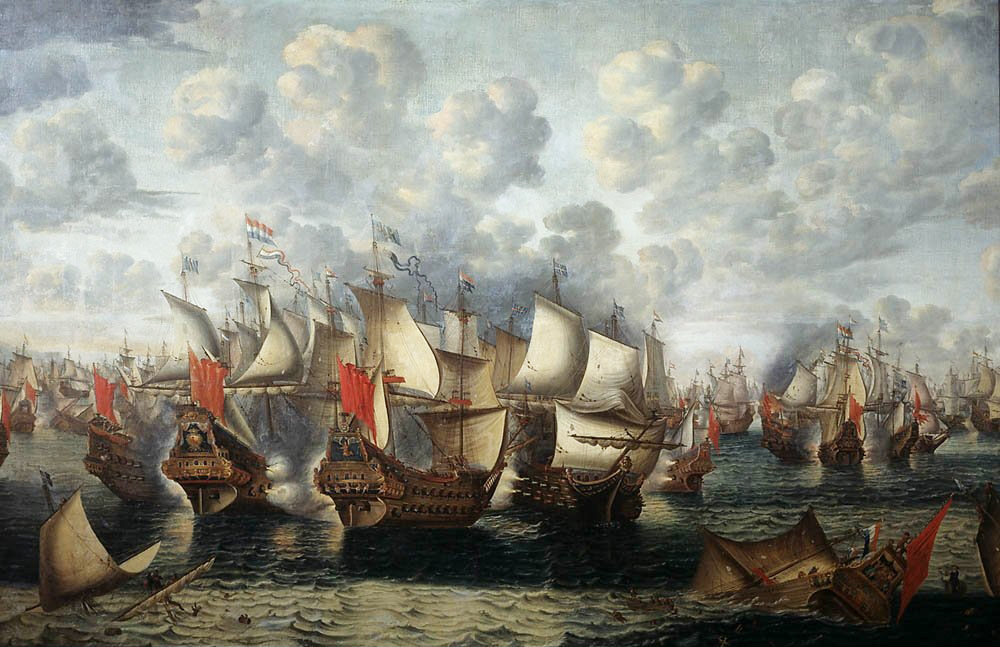
Сражение в Эресунне, худ. Я. А. Беерстратен, 1660.

Шведские надежды не оправдались, и голландцы все-таки вступили в войну на стороне датчан, отправив им на помощь флот из 45 кораблей. 7 октября 1658 году голландский флот отплыл к датским берегам. Две недели спустя, 22 октября, он прибыл в район Хельсингёра, но дальнейшему движению мешал штиль. Врангель предложил королю дать ему приказ атаковать, но Карл X Густав все ещё не хотел провоцировать голландцев.
29 октября в восемь часов утра раздался залп со стороны голландского флагмана. Это был сигнал для движения и атаки на шведский флот. Голландский флот был разделен на три эскадры. Вице-адмирал Витте де Витт на 54-пушечном флагмане Brederodе и ещё 11 кораблей под его командованием возглавил атаку. Её поддержала эскадра адмирала Якоба ван Вассенара Обдама из 13 корабей во главе с флагманом, 72-пушечным Eendracht. Третья эскадра во главе с Питером Флорисзоном включала 11 кораблей. В общей сложности голландский флот состоял из 45 кораблей с 1838 орудиями и 4000 матросов. Им противостоял шведский флот, состоявший из 43 судов с 1605 пушек и 4055 матросами на борту. Шведы также возлагали большие надежды на береговую артиллерию Кронборга. Карл X Густав лично сделал первый выстрел с батареи Кронборга, но это не помогло: голландцы предусмотрительно держались ближе к шведскому берегу, где было меньше наземных орудий. Кроме того, голландцы имели преимущество ветра. В итоге в узком проливе Эресунн сошлись в битве почти сто военных кораблей.
Поле битвы быстро заволокло пороховым дымом. Многие корабли с обеих сторон были сильно повреждены, и около 2000 человек погибли или были ранены. В конце концов голландцы добились стратегической победы. Эскадра датских кораблей встретилась с голландцами и сопроводила их в гавань Копенгагена. Шведский флот не смог помешать этому. Столь необходимые подкрепления и ресурсы достигли осажденного города. Объединённый датский и голландский флот теперь имел контроль над морем, заставив шведский флот искать убежища в гавани Ландскруна.

### Штурм Копенгагена
После шести месяцев осады голландцы разблокировали датские морские пути. Карл X Густав встал перед трудным выбором: если бы он попытался просить мира, условия были бы хуже, чем в Роскилльском договоре. Другим вариантом был общий штурм Копенгагена в расчете, что взятие города прекратит войну. Количество шведских солдат было примерно 8000 человек, включая 4500 пехотинцев, 2000 кавалеристов, 1000 моряков и несколько сотен артиллеристов. Король тщательно спланировал нападение, но небрежно отнесся к конспирации, и датчане вскоре узнали о плане в деталях от дезертиров и шпионов. Датчане имели 6000 обученных солдат и ещё 5000 ополченцев.

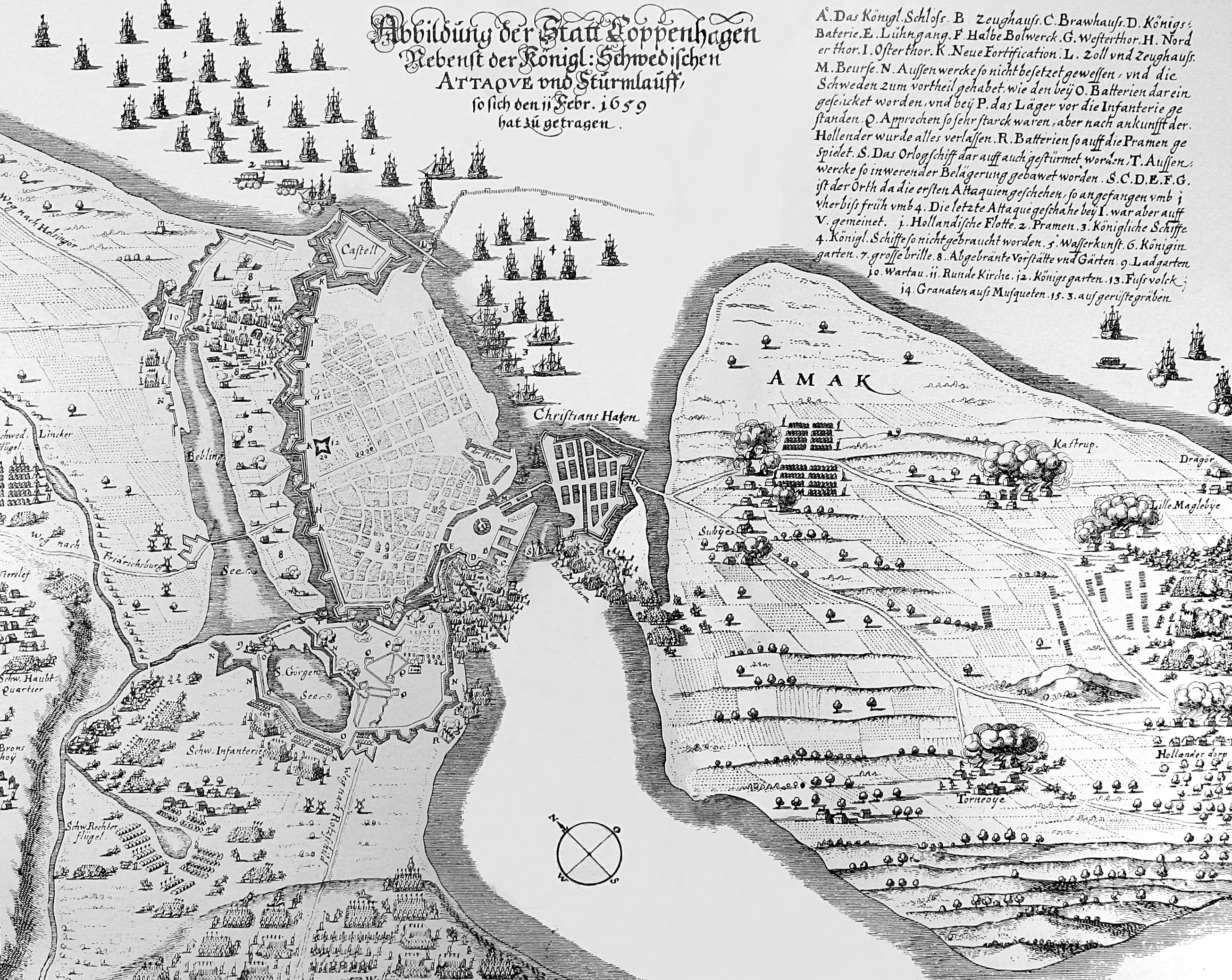
Карта Копенгагена с некоторыми эпизодами штурма.

Шведские войска выполняли диверсионные нападения на окраине города две ночи подряд, чтобы утомить защитников, и в полночь 11 февраля 1659 года начали главный штурм. Основным направлением удара стало озеро Санкт-Йорген на юге города, здесь атаку возглавил король. Сто пушек поддерживали продвижение щведов. Два атакующих подразделения достигли внешних укреплений по льду, но дальнейшее продвижение было невозможно из-за того, что датчане предварительно взломали лед. Наведение мостов было также затруднено. Оказавшись на льду, шведы попали под шквальный огонь. Несколько мостов удалось навести, и атака продолжилась в направлении городских стен. Сражение было ожесточенным, нападавшие отчаянно пытались создать плацдарм на стенах. Но в конце концов, защитники добились успеха, и шведы были отброшены назад.
На севере шведы подошли очень близко к деревне Нюбордер близ столицы, но здесь они стали жертвами хорошо устроенной засады и отступили с большими потерями. Около 6 утра Карл X Густав узнал, что все атаки провалились. Он приказал отступать к окраине города, на исходные позиции.
Победа была важна для датчан. Мало того, что их заклятый враг был побежден, столичная буржуазия почувствовала свою силу и сплотилась вокруг короны. Во многих отношениях оборона Копенгагена дала начало новой Дании.

### Высадка союзников на острове Фюн
Когда шведы вторглись в Зеландию в августе 1658 года, Голландия была не единственной иностранной державой, которая вмешалась в конфликт. Союз между Бранденбургом, Польшей и Австрией в декабре 1657 года позволил сформировать союзную армию, но приготовления велись так долго, что датчане и шведы уже подписали Роскилльский мир. Тем не менее, приготовления оказались не напрасными — в 1658 году союзники были в отличной позиции, чтобы быстро выступить на помощь Дании.
14 сентября 1658 года союзная армия из 14 500 бранденбуржцев под командованием курфюрста Фридриха Вильгельма I, 10 600 австрийцев во главе с итальянским фельдмаршалом Раймундом Монтекукколи и 4500 поляков во главе со Стефаном Чарнецким пересекла Одер. Шведские владения в Центральной Европе были атакованы, австрийцы отправили 17-тысячную армию осаждать Штеттин, где к ним присоединились 13000 бранденбуржцев, после чего войска выступили в Ютландию. Тем не менее, анти шведскую коалицию терзали внутренние конфликты, в частности, между поляками и австрийцами.
Союзники сумели завладеть большей частью Ютландии, и шведский командир Филипп Зульцбах был вынужден отступать. 19 мая 1659 года шведы оставили свои последние позиции во Фредерисии и заняли позиции на острове Фюн. Менее чем через две недели, 31 мая 1659 года первый десант союзников из 9000 солдат высадился на Фюне. Им противостояло 4000 шведов-ветеранов. Первая атака была должным образом отбита. 26 июня была предпринята вторая попытка. Шведы отступили при начале артобстрела, но вернулись невредимыми и ответили шквальным огнём. Атакующие были вновь отброшены назад. В конце концов союзники так и не смогли закрепиться на Фюне, и было принято решение вместо этого атаковать шведскую Померанию.
Между тем, другие европейские державы решили, что победа любой из держав позволит ей завоевать господство в Балтийское море, что было нежелательно. После долгих переговоров, известных как Гаагское соглашение (1659), Англия послала большой флот из 43 судов с более чем 2000 пушек. Эти войска напрямую не участвовали в боевых действиях, но, тем не менее, были четким сигналом для голландского флота, патрулировавшего датские воды. Англия активно посредничала в переговорах, в то же время Франция заявила о своей готовности помочь шведам, если датчане откажутся от переговоров.

### Битва при Нюборге

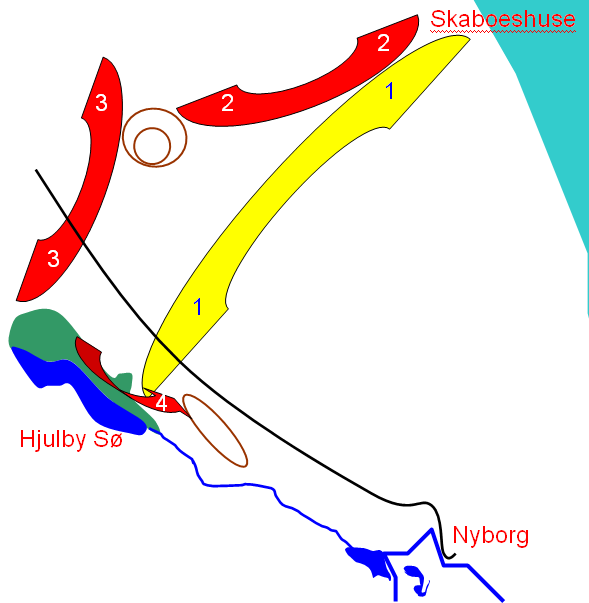
Диспозиция войск перед битвой: 1) шведские войска, 2) союзные войска во главе с Эберштайном, 3) датские сил во главе со Схаком, 4) кавалерия Алефельдта.

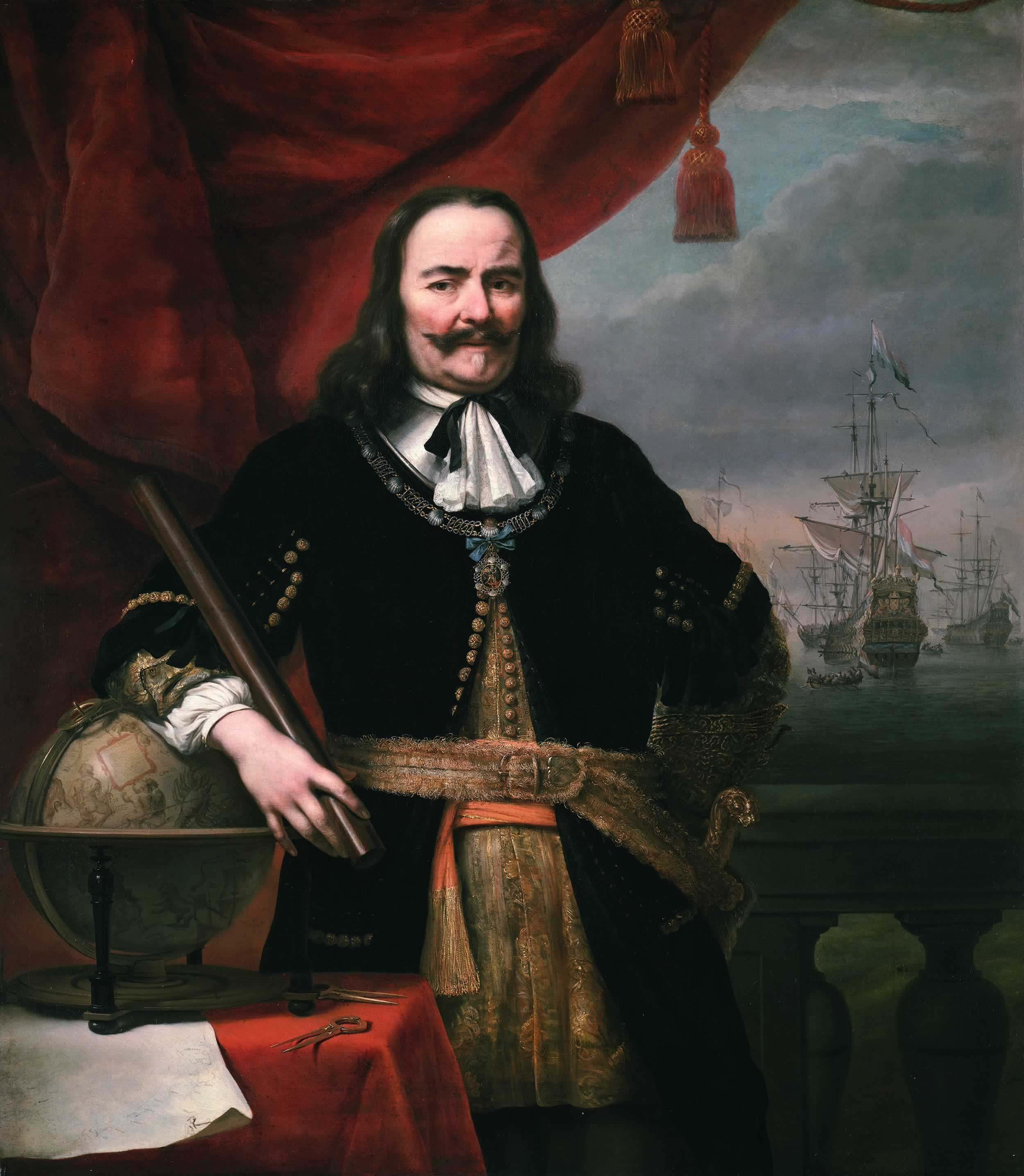
Михаил де Рюйтер, знаменитый голландский адмирал, командующий экспедиционным флотом, которому удалось освободить Нюборг в 1659 году. За это он был посвящён в рыцари королём Фредериком III.

11 ноября Ханс Схак и его войска взошли на борт голландских транспортных судов, которые перевезли их к восточной стороне Фюна. После нескольких неудачных попыток, связанных с погодой и шведским сопротивлением, датчанам удалось высадиться рядом с Кертеминне. Генерал-майор Эрнст Альбрехт фон Эберштайн командовал союзными войсками, которые были оставлены в Ютландии, и также начал движение к Фюну. Через два дня Эберштайн и Схак двинулись к Оденсе, где встретились 12 ноября. Пока вторжение на Фюн шло без проблем для союзных войск.
Шведский командир Зульцбах допустил тактическую ошибку, не напав на Схака или Эберштайна, прежде чем они смогли объединиться, хотя его генералы призывали его к решительным действиям. Вместо этого он предпочел уйти в Нюборг. Шведский король был разгневан этим и немедленно послал Стенбока, чтобы он сменил Зульцбаха на посту командующего. Когда Стенбок прибыл в город, он нашёл оборону города слабой и направил письмо королю, что он не может гарантировать удержание города. Вместо того, чтобы немедленно воспользоваться ситуацией, Эберштайн и Схак спорили из-за того, кто должен командовать объединёнными силами.
Шведские командиры решили, что запираться в Нюборге бесперспективно, и вывели войска в поле. В нескольких километрах к западу от Нюборга около 5500 шведских солдат выстроились в боевой порядок и стали готовиться к сражению. Шведы заняли хорошую позицию, с небольшим озером на левом фланге и лесом на правом, что обеспечивало им хорошее прикрытие для отступления к Нюборгу в случае необходимости. Против них выдвинулись 9000 солдат Эберштайна. Они разделились на две линии. Трижды Эберштайн нападал, но каждый раз атаки союзников отбивала шведская кавалерия. Более того, Эберштайн сам чудом избежал плена.
Даже в такой ситуации Эберштайн отказался просить Схака помочь ему в бою. Тогда полковник Дитлев Алефельдт от своего имени умолял Схака атаковать противника. Схак взмахнул рапирой и развернул решительную атаку на шведском левом фланге. Завязалась схватка, в которой шведская кавалерия капитулировала перед свежими датчанами и бежала к Нюборгу, оставив пехоту беззащитной. Польские гусары не знали жалости, беспощадно изрубив шведскую пехоту саблями почти поголовно.
Шведы храбро сражались, но их потери были тяжелыми: более 2000 солдат были убиты — почти половина войска. Нюборг был не в состоянии выдержать осаду, и шведам ничего не оставалось делать, кроме как сдаться. В плен попали 5000 солдат. Швеция потерпела сокрушительное поражение.
Латвийский город Митаве (Елгава) пал под ударами польско-литовских войск под командованием Александра Полюбинского в январе 1660 года, и союзники готовили вторжение в Зеландию. Все это грозила шведам катастрофой. К счастью для них, война заканчивалась.

### Бохуслен и Халден
Крепость Фредрикстен близ города Халден в Норвегии была атакован шведскими войсками и отбита норвежцами три раза в течение 1658-60 годов. После каждого снятия осады шведы возвращались с большей армией, но так и не смогли захватить крепость. Норвежцы называют бои на этом театре боевых действий «bjelkefeiden» — «Война Бьельке» — в честь командующего норвежской армией, генерал-лейтенанта Йоргена Бьельке.
Первое шведское нападение на Халден произошло 14 сентября 1658 года усилиями 1600 солдат под командованием Харальд Стаке, который ошибочно полагал, что город не защищен. Но Халден обороняли две роты ополчения под командованием капитана Педера Олсена Нормана, который заняли позиции на холме Овербергет к югу от города. Шведы были застигнуты врасплох и полностью разгромлены на следующий день после их прибытия.
Вторая битва у Халдена состоялась в феврале 1659 года. Харальд Стаке вернулся с 4000 солдат, которые подошли к городу по льду и открыли артиллерийский огонь. Затем он бросил свою пехоты в атаку с запада через реку Тиста. Мост через реку защищали отряды Тэнне Хуйтфельдта и Педера Нормана. Бьельке, приехав несколькими днями ранее, взял на себя общее командование. После тяжелых потерь шведы отступили на противоположный берег реки. Норвежцы стали готовиться к новой атаке, укрепляя слабые места вокруг Халдена.
Ещё большая армия шведов из 5000 солдат (среди них 3000 кавалеристов) под командованием Ларса Кагга, Густава Хорна и Харальда Стаке осадила Халден в январе 1660 года. Они захватили несколько оборонительных позиций, но внезапная смерть Карла X Густава 13 февраля стала причиной снятия блокады 22 февраля.

### Тронхейм
Провинция Трёнделаг, самым крупным городом которой является Тронхейм, расположена в центре Норвегии. В результате Роскилльского договора уступка Трёнделага разделила Норвегию на две части, без сухопутной связи между севером и югом. В том же году, однако, Трёнделаг была повторно завоеван норвежскими армейскими подразделениями, находившимися под командой генерал-лейтенанта Йоргена Бьельке.
Уже 28 сентября 1658 года небольшая флотилия из трёх кораблей и нескольких лодок высадила норвежские войска вблизи Тронхейма. Шведская губернатор Клас Стирнскёльд имел 120 кавалеристов и 600 пехотинцев и один корабль в порту. Небольшой шведский отряд усилил гарнизон, но и еда и боеприпасы были в дефиците. 4 октября норвежские силы прибыли к городу. Узнав об их приближении, окрестное население стало вооружаться, однако восстание в самом Тронхейме было быстро подавлено. Карл X Густав приказал подполковнику Эрик Дракенбергу собрать силы в Ямтланде и идти к Тронхейму, но горные перевалы оказались заблокированы вооружёнными крестьянами.
Норвежцы усилили давление на Тронхейм и начали бомбардировать город. Несмотря на клятву Стирнскёльда «варить суп из собственных кожаных штанов, но не сдаваться», он в итоге был вынужден оставить город 11 декабря. Согласно условиям капитуляции, Стирнсёльд и его люди с воинскими почестями покинули город.

### Борнхольм
29 апреля 1658 года Борнхольм получил нового губернатора — полковника Принценскёльда, который прибыл со своей семьей и 130 солдатами. Принценскёльд вскоре ввел ряд непопулярных налогов, и многие из молодых людей на острове были мобилизованы. Кроме того, чума попала на остров и убила половину населения. Остров кипел от негодования, и Фредерик III направил письма лидерам общин, призывая их к восстанию. В итоге Принценскёльд был застрелен во время инспекционной поездки 8 декабря 1659 года. Остальные шведы сдались, и Борнхольм снова оказался под датским контролем.

### Сконе
Один из телохранителей Фредерика III, Статиус, отправился в Сконе поднимать местных крестьян против шведского господства. В Мальмё буржуазия во главе с Бартоломеусом Миккельсеном планировала восстание. Заговорщики пытались завербовать одного из двух мэров Мальмё, Эфверта Вильтфанга, но он отказался присоединиться к восстанию, хотя и заявил, что поддерживает Фредерика III. В конце декабря датчане предприняли набег на Сконе, но он был сорван плохой погодой и навигацией. Между тем, шведским властям стало известно о заговоре, и его основные лидеры были арестованы, среди них Миккельсен и Вильтфанг, заговорщики были приговорены к смерти. 22 декабря 1659 года Миккельсен и два других лидера заговора были обезглавлены, но в попытке задобрить население Сконе исполнение приговора в отношении Вильтфанга и 10 других заговорщиков было приостановлено. Восстание было предотвращено, но повстанцы продолжали действовать в сельской местности.

## Мирный договор и последствия

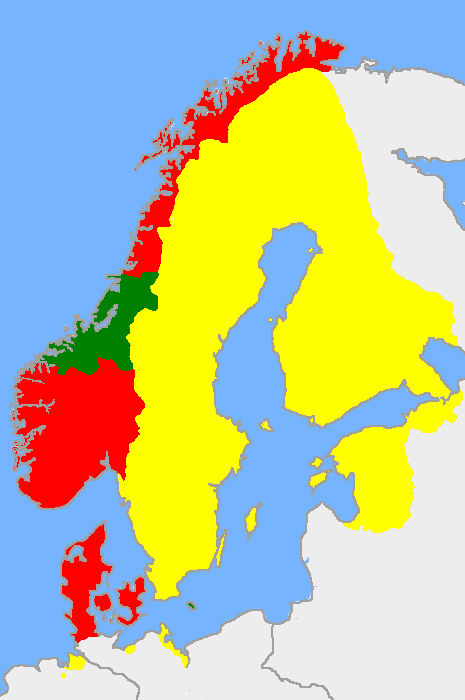
Границы скандинавских государств после 1658 года. Зелёным выделена территория, возвращенная Датско-Норвежскому королевству в 1660 году.

Карл X Густав заболел в начале 1660 года и умер от воспаления лёгких в ночь на 13 февраля 1660 года . Смерть шведского короля устранила главное препятствие на пути к миру. В апреле был подписан Оливский мир с союзниками (Польша, Австрия и Бранденбург). Тем не менее, датчане не были довольны условиями мира после недавнего успеха. После дальнейших уступок голландцы сняли блокаду Ландскруны, что позволило шведскому флоту войти в пролив Эресунн и блокировать Копенгаген. Датская дипломатия вскоре вновь склонила голландцев на свою сторону, и настоящая война между Швецией и Голландией казалась неизбежной. Французы и англичане вмешались в конфликт на стороне шведов, и ситуация вновь балансировала на грани большой войны .
Датскому дипломату Ганнибалу Сехестеду Фредерик III поручил договориться со шведами. Без прямого участия иностранных держав датчане и шведы сумели договориться и составить текст Копенгагенского договора в течение нескольких недель, к большому удивлению обеих сторон. Яблоком раздора были острова Вен и Борнхольм. В конце концов, Борнхольм остался под датским контролем в обмен на ряд угодий на юге современной Швеции .
По Роскилльскому договору двумя годами ранее Дания-Норвегия была вынуждена уступить датские провинции Сконе, Халланд, Блекинге, остров Борнхольм и норвежские территории Бохуслен и Трёнделаг. Копенгагенский мир (1660) подтвердил шведскую власть над Сконе, Халландом, Блекинге и Бохусленом, но Борнхольм и Трёнделаг были возвращены. Это была значительная победа для Дании-Норвегии. Договор 1660 года создал политические границы между Данией, Швецией и Норвегией, которые сохраняются до настоящего времени .